# Фінал кубка Англії з футболу 1975
Фінал кубка Англії з футболу 1975 — 94-й фінал найстарішого футбольного кубка у світі. Учасниками фіналу були дві лондонські команди, «Вест Гем Юнайтед» і «Фулгем». Перемогу з рахунком 2:0 здобув «Вест Гем Юнайтед».

## Шлях до фіналу
| «Вест Гем Юнайтед»     | «Вест Гем Юнайтед» | «Вест Гем Юнайтед»                                                | Раунд           | «Фулгем»           | «Фулгем»  | «Фулгем»                                                                                        |
| ---------------------- | ------------------ | ----------------------------------------------------------------- | --------------- | ------------------ | --------- | ----------------------------------------------------------------------------------------------- |
| Суперник               | Результат          | Матчі                                                             |                 | Суперник           | Результат | Матчі                                                                                           |
| «Саутгемптон»          | 2:1                | 2:1 на виїзді                                                     | Третій раунд    | «Галл Сіті»        | 4:3       | 1:1 вдома, 2:2 на виїзді (перегравання), 1:0 вдома (перегравання)                               |
| «Свіндон Таун»         | 3:2                | 1:1 вдома, 2:1 на виїзді (перегравання)                           | Четвертий раунд | «Ноттінгем Форест» | 4:3       | 0:0 вдома, 1:1 на виїзді (перегравання), 1:1 вдома (перегравання), 2:1 на виїзді (перегравання) |
| «Квінз Парк Рейнджерс» | 2:1                | 2:1 вдома                                                         | П'ятий раунд    | «Евертон»          | 2:1       | 2:1 на виїзді                                                                                   |
| «Арсенал»              | 2:0                | 2:0 на виїзді                                                     | Шостий раунд    | «Карлайл Юнайтед»  | 1:0       | 1:0 на виїзді                                                                                   |
| «Іпсвіч Таун»          | 2:1                | 0:0 на нейтральному полі, 2:1 на нейтральному полі (перегравання) | 1/2 фіналу      | «Бірмінгем Сіті»   | 2:1       | 1:1 на нейтральному полі, 1:0 (дч) на нейтральному полі (перегравання)                          |

## Матч
| 3 травня 1975 15:00 BST |

| «Вест Гем Юнайтед» | 2:0      | «Фулгем» |
| ------------------ | -------- | -------- |
| Тейлор 60', 64'    | Протокол |          |

| Вемблі, Лондон Глядачів: 100 000 Арбітр: Пет Партрідж |

|  |  |

|                  |  |                 |  |
|                  |  |                 |  |
| В                |  | Мервін Дей      |  |
| З                |  | Джон Макдавелл  |  |
| З                |  | Френк Лемпард   |  |
| З                |  | Томмі Тейлор    |  |
| З                |  | Кевін Лок       |  |
| ПЗ               |  | Біллі Бондс (к) |  |
| ПЗ               |  | Грем Паддон     |  |
| ПЗ               |  | Тревор Брукінг  |  |
| ПЗ               |  | Пет Голланд     |  |
| Н                |  | Біллі Дженнінгс |  |
| Н                |  | Алан Тейлор     |  |
| Запасні:         |  |                 |  |
| Н                |  | Боббі Гоулд     |  |
| Головний тренер: |  |                 |  |
| Джон Лаєлл       |  |                 |  |

|                  |  |                  |  |
|                  |  |                  |  |
| В                |  | Пітер Меллор     |  |
| З                |  | Джон Катбаш      |  |
| З                |  | Джон Фрейзер     |  |
| З                |  | Джон Лейсі       |  |
| З                |  | Боббі Мур        |  |
| ПЗ               |  | Алан Маллері (к) |  |
| ПЗ               |  | Джиммі Конвей    |  |
| ПЗ               |  | Алан Слау        |  |
| ПЗ               |  | Лес Барретт      |  |
| Н                |  | Джон Мітчелл     |  |
| Н                |  | Вів Басбі        |  |
| Запасні:         |  |                  |  |
| ПЗ               |  | Баррі Ллойд      |  |
| Головний тренер: |  |                  |  |
| Алек Сток        |  |                  |  |